# Frans Möller (Schwimmer)
Frans Baillieu Möller (* 25. Februar 1897 in Malmö; † 14. April 1995 in Lund) war ein schwedischer Schwimmer.

## Karriere
Möller nahm 1920 an den Olympischen Spielen in Antwerpen teil. Hier scheiterte er im Wettbewerb über 1500 m Freistil als Dritter seines Vorlaufs am Weiterkommen. Mit der schwedischen Staffel über 4 × 200 m Freistil erreichte er den vierten Rang.